# Рижский регион
Рижский регион планирования (латыш. Rīgas plānošanas reģions) или Рижский статистический регион (латыш. Rīgas statistiskais reģions) — один из пяти регионов Латвии, созданных для упорядочения распределения бюджетных средств и статистики.
Сформирован 12 октября 2006 года, на базе принятого 15 марта 2003 года Кабинетом министров Латвийской Республики «Положения о региональных зонах планирования».
Занимает центральную часть Латвии, включает в себя Адажский, Кекавский, Марупский, Олайнский, Ропажский, Саласпилсский, Сигулдский края, город Ригу и город Юрмалу.
Общая площадь составляет 3 158 км² с населением 860 142 жителей.